# Pena de muerte en el Islam
La pena de muerte en el Islam ha sido tradicionalmente regulada por la Sharía, la ley religiosa en el Islam que proviene de los hadices, que enumeran los dichos y prácticas de Mahoma. Los delitos bajo la ley Sharia que pueden conllevar la pena de muerte incluyen el asesinato, violación y adulterio.
La pena de muerte está en uso en muchos países de mayoría musulmana, donde se usa para delitos como  asesinato, violación, apostasía, brujería y publicación de pornografía .

## Pena de muerte y sentencia

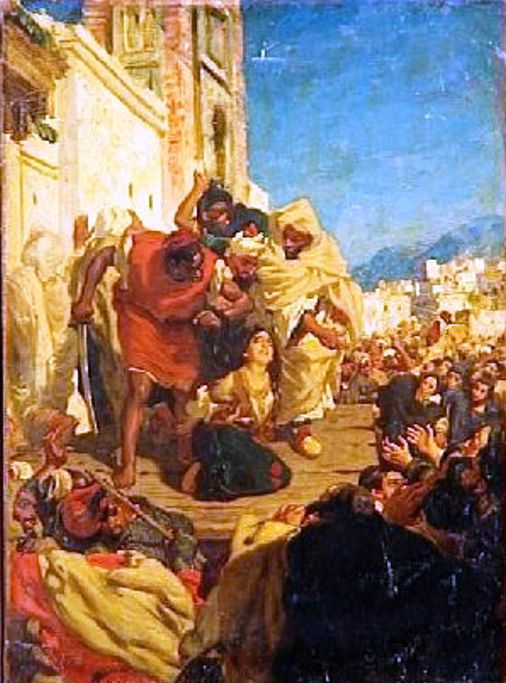
"Aftaka marokkóskri gyðinga (Sol Achuel)" málverk eftir Alfred Dehodenka

Tanto el Hadiz como el Corán mencionan delitos específicos para los que la pena de muerte es un castigo legal. Cuatro escuelas primarias para el fiqh sunita (jurisprudencia islámica) y dos escuelas primarias para el fiqh chií están penadas con la pena de muerte para ciertos tipos de delitos.

### Qisas
Qisas es una categoría de sentencia en la que la Sharia permite la pena de muerte por asesinato intencional o no intencional. En caso de muerte, la sharia otorga al familiar más cercano de la víctima del asesinato o Wali (ولي) el derecho, si el tribunal lo aprueba, de quitarle la vida al asesino. Crímenes de Hudud, que son crímenes contra Dios y se consideran los delitos más graves según la ley Sharia, cuyos castigos están prescritos en el Corán. Esto incluye el bandolerismo y el adulterio;

Castigo para aquellos que luchan contra Allah y Su Mensajero y luchan duro por la maldad en la tierra: ejecución o crucifixión, o amputación de manos y pies de lados opuestos, o expulsión de la tierra: esta es su vergüenza en este mundo, y una severo castigo para ellos en el Más Allá, excepto para aquellos que regresen arrepentidos antes de que los detengas. Y sabed que Allah es Perdonador y Misericordioso.
Corán, Sura 5, aleya 33 y 34

Además, en el caso de una pena de muerte relacionada con qisas, la Sharia ofrece al tutor de la víctima la opción de Diyya, una compensación monetaria.
Diyya es controvertida, especialmente cuando se le paga para evitar el juicio por delitos como el asesinato. Se ha temido que los delincuentes pobres sean juzgados y condenados a muerte, mientras que los delincuentes ricos evitan incluso el juicio pagando una indemnización (diya). El asesinato de Shahzeb Khan en 2012 puso el asunto en primer plano en Pakistán.

### Hadd
Algunos crímenes hudud, por ejemplo, se consideran crímenes contra Alá y requieren una pena de muerte pública.  Estos incluyen la apostasía (dejar el Islam para convertirse en ateo o convertirse a otra religión), fachada (la impiedad en la tierra o la corrupción moral contra Alá, el malestar social y la creación de desorden en el estado musulmán) y zina ( relaciones heterosexuales u homosexuales consentidas no permitidas por el Islam).

## Métodos
La lapidación pública y la decapitación letal bajo la Sharia son controvertidas como una forma cruel de pena capital. Estas formas de ejecución siguen siendo parte de la ley aplicada en Arabia Saudita, Yemen, Catar, los Emiratos Árabes Unidos, Irán y Mauritania. Sin embargo, la lapidación no se practica desde hace muchos años.

'Ubada b. As-Samit informó: "El Mensajero de Allah dijo: 'Tomad enseñanza de mí, tomad enseñanza de mí'. Allah ha ordenado un camino para estas mujeres. Cuando un hombre soltero comete adulterio con una mujer soltera, debe recibir cien latigazos y exilio por un año. Y si un hombre casado comete adulterio con una mujer casada, debe recibir cien latigazos y ser “apedreado hasta la muerte”.

## Pena de muerte en países de mayoría musulmana
Las naciones de mayoría musulmana llevan a cabo un gran porcentaje de las ejecuciones del mundo. En 2020, un informe de Amnistía Internacional encontró que el 88 por ciento de todas las ejecuciones reportadas tuvieron lugar en Irán, Egipto, Irak o Arabia Saudita. Sin embargo, "todas las ejecuciones registradas" no incluía datos de China, donde el número de ejecuciones es información clasificada. En algunos países islámicos, como Arabia Saudita y Pakistán suníes, así como en Irán chiita, la pena de muerte, como hudud y qisas, es parte del sistema legal y se usa. En otros casos, la pena de muerte se aplica de diferentes formas.
Algunos países de mayoría musulmana no llevan a cabo ejecuciones desde hace varias décadas, aunque todavía se pueden dictar sentencias de muerte. Los líderes de Argelia y Túnez, que no han ejecutado criminales desde principios de la década de 1990, propusieron recientemente volver a la pena de muerte.